# Brabante Settentrionale

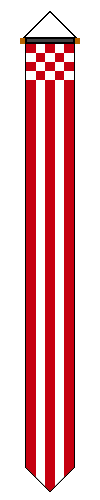
Gonfalone della provincia

Il Brabante Settentrionale (in olandese Noord-Brabant ) è una provincia dei Paesi Bassi, situata nella parte sud del Paese. Confina con il Belgio (province di Anversa e del Limburgo nelle Fiandre) a sud, con il Limburgo ad est, con la Zelanda a ovest e con l'Olanda Meridionale e la Gheldria a nord, oltre il fiume Mosa (Maas).

## Storia
Da quanto riportato nel De Bello Gallico, Gaio Giulio Cesare massacrò due tribù germaniche, gli Usipeti e i Tencteri, presso l'attuale città di Kessel; dopo la vittoria, i prigionieri germanici poterono allontanarsi.
Fino al XVII secolo, l'area che oggi costituisce la provincia del Brabante Settentrionale apparteneva in gran parte al Ducato di Brabante (la cui parte meridionale si trova nell'attuale Belgio) anche se nel tempo diverse sue aree sono state entità autonome. Il XIV ed il XV secolo furono un periodo di grande prosperità, in particolare per le città di Anversa, Lovanio (entrambe in Belgio), Breda e Den Bosch ('s-Hertogenbosch). A partire dalla fine del XV secolo il ducato di Brabante fece parte (con il resto delle Fiandre) dei domini degli Asburgo, passando nel 1558 alla Spagna.
Dopo la firma dell'Unione di Utrecht nel 1579, il Brabante divenne campo di battaglia tra i ribelli (protestanti) della Repubblica delle Sette Province Unite e la Spagna (cattolica). Con la Pace di Vestfalia del 1648, la parte settentrionale del Brabante divenne parte dei Paesi Bassi come territorio del Brabante degli Stati (dove con "Stati" veniva indicata la Repubblica delle province unite nel suo complesso) sotto governo federale. Le sette province "ufficiali" della Repubblica erano invece autonome dal governo federale per i loro affari interni.
I tentativi di predicare il protestantesimo fallirono, e l'area divenne una zona cuscinetto militare. Nel 1796, quando i Paesi Bassi divennero la Repubblica Batava, lo Staats-Brabant divenne una provincia, col nome di Bataafs Brabant. Questo status cessò per un breve periodo (1810-1813) quando la regione fu annessa alla Francia e venne annessa al dipartimento delle Due Nete, riunificando il Brabante settentrionale storico.
Nel 1815, il Belgio e i Paesi Bassi furono uniti nel Regno Unito dei Paesi Bassi, e la provincia del Brabante Settentrionale venne istituita, allo scopo di separarla da Anversa ossia il Brabante di Mezzo, nell'odierno Belgio, che si staccò dal Regno nel 1830. Questo confine tra Paesi Bassi e Belgio è particolare, poiché non forma una linea continua, ma presenta una manciata di enclavi (e persino enclavi nelle enclavi) su ambo i lati della frontiera, dato che nel 1815 il governo olandese decise comunque di utilizzare i confini pre-napoleonici per dividere le province storiche olandesi da quelle belghe acquisite.
Dalla fine del XIX secolo, la provincia divenne sempre più industrializzata. L'industria tessile si sviluppò a Tilburg e Helmond, mentre la cittadina di Eindhoven crebbe fino a diventare una città grazie alla Philips e alla DAF.

## Politica
Gli stati provinciali (Provinciale Staten) hanno 55 seggi, e sono presieduti da un Commissario del re, dal 2020 Ina Adema. Mentre il consiglio provinciale viene eletto dagli abitanti, il Commissario è nominato dal Re e dal governo olandese. 
Gli affari quotidiani della provincia sono curati dal Gedeputeerde Staten, anch'esso presieduto dal Commissario; i suoi membri (gedeputeerden) possono essere paragonati a dei ministri.

## Municipalità
Il Brabante Settentrionale è attualmente diviso in 56 municipalità (gemeenten). Tradizionalmente, quasi ogni cittadina costituiva una municipalità separata, ma il loro numero venne ridotto di molto negli anni novanta, incorporando le cittadine più piccole nelle città vicine o tramite fusioni, il numero attuale è stato raggiunto nel 2022. 
I comuni sono: 
- Alphen-Chaam
- Altena
- Asten
- Baarle-Nassau
- Bergeijk
- Bergen op Zoom
- Bernheze
- Best
- Bladel
- Boekel
- Boxtel
- Breda
- Cranendonck
- Deurne

- Dongen
- Drimmelen
- Eersel
- Eindhoven
- Etten-Leur
- Geertruidenberg
- Geldrop-Mierlo
- Gemert-Bakel
- Gilze en Rijen
- Goirle
- Halderberge
- Heeze-Leende
- Helmond
- 's-Hertogenbosch

- Heusden
- Hilvarenbeek
- Laarbeek
- Land van Cuijk
- Loon op Zand
- Maashorst
- Meierijstad
- Moerdijk
- Nuenen, Gerwen en Nederwetten
- Oirschot
- Oisterwijk
- Oosterhout
- Oss
- Reusel-De Mierden

- Roosendaal
- Rucphen
- Sint-Michielsgestel
- Someren
- Son en Breugel
- Steenbergen
- Tilburg
- Valkenswaard
- Veldhoven
- Vught
- Waalre
- Waalwijk
- Woensdrecht
- Zundert

## Geografia fisica
Come gran parte dei Paesi Bassi, il Brabante Settentrionale è principalmente pianeggiante. Gran parte della popolazione vive nelle aree urbane mentre le campagne sono relativamente disabitate, anche se la maggior parte del terreno è coltivato. Comunque si possono trovare anche foreste e terreni incolti.
Il fiume Mosa costituisce il confine settentrionale della provincia. Il suo delta scorre attraverso la zona di Biesbosch, che è un parco nazionale.

## Economia
L'occupazione viene fornita da agricoltura, industria e servizi. I principali prodotti agricoli sono frumento e barbabietola da zucchero, mentre mucche e maiali sono il bestiame allevato in maggioranza. Le industrie principali sono quella automobilistica e quella elettronica (basate soprattutto a Eindhoven), i settori tessile e calzaturiero.